# UPT Harekakae
UPT Harekakae is een bestuurslaag in het regentschap Belu van de provincie Oost-Nusa Tenggara, Indonesië. UPT Harekakae telt 1664 inwoners (volkstelling 2010).